# Abies bracteata
Abies bracteata là một loài thực vật hạt trần trong họ Thông. Loài này được (D.Don) Poit. miêu tả khoa học đầu tiên năm 1845.